# Ч
Ч, ч (cursiva: Ч, ч) es una letra del alfabeto cirílico, cuyo nombre en ruso es: чэ /ʧɛ/. Es la vigésimo cuarta letra en el alfabeto búlgaro, la vigésimo quinta en el alfabeto ruso, la vigésimo sexta en el alfabeto bielorruso, la vigésimo octava en los alfabeto serbocroata y ucraniano, y la vigésimo novena en el alfabeto macedonio.

## Uso
Representa la consonante africada /ʧ/ o /ʨ/ (como ch en español, o č en otros alfabetos europeos).
La letra ч se emplea también como abreviatura de la palabra hora (час, "chas"), al igual que en español se utiliza la letra h.

### Sistema numeral cirílico
En la antigüedad, en el sistema numeral cirílico, esta letra tenía el valor numérico 90.

## Tabla de códigos
| Codificación de caracteres |           | Decimal | Hexadecimal | Octal  | Binario             |
| -------------------------- | --------- | ------- | ----------- | ------ | ------------------- |
| Unicode                    | Mayúscula | 1063    | 0427        | 002047 | 0000 0100 0010 0111 |
| Unicode                    | Minúscula | 1095    | 0447        | 002107 | 0000 0100 0100 0111 |
| ISO 8859-5                 | Mayúscula | 199     | C7          | 307    | 1100 0111           |
| ISO 8859-5                 | Minúscula | 231     | E7          | 347    | 1110 0111           |
| KOI 8                      | Mayúscula | 254     | FE          | 376    | 1111 1110           |
| KOI 8                      | Minúscula | 222     | DE          | 336    | 1101 1110           |
| Windows 1251               | Mayúscula | 215     | D7          | 327    | 1101 0111           |
| Windows 1251               | Minúscula | 247     | F7          | 367    | 1111 0111           |
Sus entidades HTML son: &#1063; o &#x427; para las mayúsculas y ч o &#x447; para las minúsculas.